# ミンダウガス
ミンダウガス（リトアニア語: Mindaugas, ベラルーシ語: Міндоўг, ポーランド語: Mendog, 1203年? - 1263年9月12日）は、初代リトアニア大公（在位：1236年頃 - 1263年）であり、唯一のリトアニア国王（1253年戴冠）。その出自、前半生ないし台頭に関しては僅かしか知られておらず、1219年の条約では初期5人の公の1人として、1236年には全リトアニア人の指導者として言及されている。同時代及び現在の資料によるミンダウガスの台頭は、対抗者の追放ないし暗殺を伴う政略結婚について言及している。1230年代から1240年にかけては原リトアニア最南端に領域を拡大している。1250年ないし1251年のリトアニア内部での権力闘争時にはカトリック教会の洗礼を受けており、これによりリトアニア人の長年の敵であるリヴォニア騎士団との同盟を可能にした。1253年の夏には300,000人から400,000 人の臣民を統治するリトアニア国王として戴冠した。
ミンダウガスの10年に及ぶ統治は、国家建設の業績で印象付けられる一方で、親類やその他の公との争いは継続され、西部リトアニアにあるジェマイティアは、ミンダウガス=リヴォニア騎士団同盟の支配に対して強固に抵抗した。ミンダウガスが得た原リトアニア最南端は、モンゴルの攻撃を受けていた。ミンダウガスは1261年にリヴォニア騎士団との和平を破棄しているが、この時にキリスト教を棄教した可能性が高い。そして1263年に、甥トレニオタ、そしてまた別の対抗者であるダウマンタスによって3人の息子とともに暗殺された。混乱は、1270年頃にリトアニア大公の称号を得たトライデニスが出現するまで収束しなかった。
ミンダウガスへの評価は幾世紀にも渡っても定まらず、加えてその子孫は明らかではないが、19世紀から20世紀にかけてはリトアニアの建国者の地位を得た。ミンダウガスは唯一のリトアニア国王である。ヨガイラ以降の大部分のリトアニア大公は、ポーランド国王としても統治したが、称号は分離されたままであった。現在では次第にリトアニア国家の創始者として見做されるようになり、同時にモンゴルによるバルト海沿岸部への侵略を阻止し、リトアニアを国際的にも認めさせて西欧化への道を開いたとの評価を得ている。 1990年代に歴史家のエドヴァルダス・グダヴィチウスは、ミンダウガスが戴冠した正確な日時は研究により1253年7月6日であると発表した。この日は今日では リトアニアの祝日である。

## 資料、家系、名前
ミンダウガスについて書かれた同時代の資料は非常に乏しい。その統治に関する大部分は『リヴォニア押韻年代記』と『イパチエフ年代記』によるものである。両者ともリトアニアの敵対者によって作成されたことからリトアニアへの偏見に満ちており、特に後者はそれが顕著である。 両書とも、最も重要な出来事の日付や位置ですら欠けているなど、内容が不完全である。例えば『リヴォニア押韻年代記』は、ミンダウガスの戴冠に関しては125行の韻文を充てているが、その日付と場所の記述は欠けている。その他重要な資料は、ミンダウガスの洗礼及び戴冠に関する教皇勅書である。リトアニア人は、リヴォニア騎士団の土地を獲得するという一連の行動以外は自らの記録を残していないが、この真実性に関しては論議がある。資料が欠けていることから、ミンダウガスとその統治に関しては答えることの出来ない幾つかの重要な問いがある。
この時代に言及した資料が少ないため、ミンダウガスの出自及びその家系は決定的に確立されていない。これに関して16、17世紀に執筆された『ブィホヴィエツ年代記 』は、ミンダウガスはローマ帝国貴族に起源を持つパレモナス朝出身ではないかと疑っている。ミンダウガスの生年は時々、1200年頃ではないかと提示されるが、疑問の余地はある。父親に関しては、『リヴォニア押韻年代記』に活動的な公（ein kunic grôß）として言及されているが、名は記されていない。後年の年代記はリムガウダスという名を付けている。1219年の条約に言及されているダウスプルンガスはミンダウガスの兄弟であり、ダウスプルンガスの息子であるタウトヴィラスとゲドヴィダスは甥であると推定されている。ミンダウガスには2人の姉妹がいたと思われ、1人はヴィーキンタスに嫁ぎ、もう1人はハールィチ・ヴォルィーニ大公ダヌィーロ・ロマーノヴィチと結婚した。ヴィーキンタスとその息子のトレニオタは、後年の権力闘争で主要な役割を果たした。ミンダウガスにはモルタ及びその姉妹で、名前の知られていない妻が少なくとも2人いた。モルタ以前の妻の実在に関しては、モルタの息子が未だ幼い頃、ヴァイシュヴィルガスという名の息子と、1255年にシュヴァルナスと結婚した、名前のわからない娘の2人の子供が、既に独立した生活を送っていたため、恐らく存在したのではないかと思われる。ヴァイシュヴィルガスとその姉妹以外にも、ルクリスとルペイキスという2人の息子がいたことが、資料で言及されている。この2人はミンダウガスとともに暗殺されている。ミンダウガスの子供に関する情報は限られており、歴史学者はその人数について論じ続けている。ミンダウガスには他にも2人の息子がいたのではないかといわれ、その名は後に筆写士の写本の合成によって、ルクリスとルペイキスとなった。
13世紀のリトアニアは、僅かながら諸外国との接触を持っていた。リトアニア人の名前の発音は曖昧で、様々な年代記作者には不慣れであったことから、自分達の母語に似せて変えた。歴史上の文書に記されたミンダウガスの名はラテン語のMindowe; ドイツ語のMindouwe、Myndow、Myndawe及びMindaw; ポーランド語のMendog、Mondog、Mendoch及びMindovg ; ロシア語のMindovg, Mindog及びMindowh とその他様々な言語で歪められた形で記録された:。ロシアの資料は、ミンダウガスの生涯に関する最大級の情報を提供してくれることから、ミンダウガスの本来のリトアニア名での再現に関しては、言語学者によって最も信頼性があると判断されている。最も人気のあるロシア語での翻訳はMindovgであり、これが MindaugasないしMindaugisとして再現されたのは何の問題もなく且つ自然なことであった。1909年に、リトアニアの言語学者であるカジミェラス・ブーガ は、-asという接尾辞を付けた研究書を出版して広く受け入れられた。Mindaugasは、キリスト教化する以前に使われた古風の二音節化されたリトアニア人の名前であり、min とdaugの二つの構成要素からなる。その語源は"daug menąs" (最良の知恵) ないし"daugio minimas" (最良の名声)に由来すると考えられる。

## 台頭

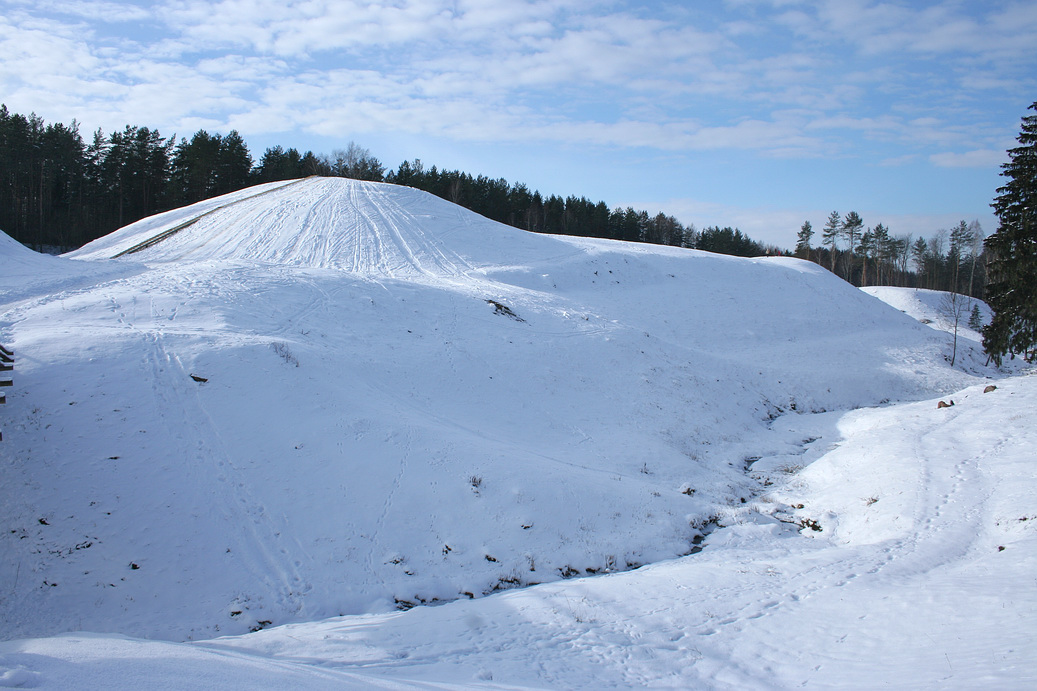
ミンダウガス時代の首都と思われる :lt: Šeimyniškėliai高地のヴォルタの城跡。

13世紀初頭のリトアニアは、様々な領地や部族を統轄する複数の諸侯によって統治された。彼等は宗教、伝統、商業、親族、軍事遠征の参加、及び近隣地区からの捕虜の存在という共通項によって、緩やかに結び付いていた。 西欧の商人や宣教団は、12世紀にこの地方を支配しようと努めるようになり、1201年にラトビアの地にリガを建てた。その努力は、リトアニアでは1236年のシャウレスの敗北により一時的に中断したが、武装したキリスト教徒の騎士団は威嚇の姿勢を取り続けた。リトアニアは同時にモンゴル帝国による攻撃も受けていた。
1219年に調印されたハールィチ・ヴォルィーニ大公国との条約は、普通は、上記の脅威のもとにバルト系民族が団結した最初の決定的な証拠と見做されている。この条約の調印者には20人のリトアニアの公と1人の侯爵未亡人が含まれている。これには以下のことが明記されている。このうちの5人は初期の5公で、残りの16人よりも上位を占めている。ミンダウガスは兄弟の ダウスプルンガスと同じく、若年であったにも係わらず、初期の5公の一人として列記されており、公としての称号を継承したことを意味している。『リヴォニア押韻年代記』は1236年の項においてミンダウガスのことを全リトアニアの支配者として記述している。この称号に対するミンダウガスの方針は明らかではない。ルーシの年代記は、ミンダウガスが、自らの近親を含む数人の公を殺害したり、追放したりしたことに言及している。歴史家のS.C. ローウェルは、「婚姻、殺害、軍事的征服といった馴染み深い過程」によって生み出されたミンダウガスの権力掌握について叙述している。
1230年代から1240年代にかけて、バルト人やスラヴ人の土地を自身の勢力下におくことで、ミンダウガスは自らの力を強く、確固たるものにした。リトアニアの戦闘は激しさを増し、ミンダウガスはクールラントでドイツ人の軍勢と戦う一方で、キエフを破壊し、1241年にポーランドに侵入して同国軍を破り、クラクフを焼き払っている。 シャウレスにおけるリトアニアの勝利は、一時的に北方の国境線を安定化させたが、キリスト教騎士団はグダニスク (Danzig) やクライペダ (Memel)といった都市を築くことでバルト海沿岸部への進出を継続していた。北西部から締め出されたことからミンダウガスは南西部に移動して、ナヴァフルダク、フロドナ、ヴァイクヴィスクの諸都市やポラツク公国を征服している。1239年頃、当時黒ルーシとして知られたこの辺りの統治を、息子のヴァイシュヴィルガスに委ねた。1248年には、甥で、ダウスプルンガスの息子である タウトヴィラスとゲドヴィダスを 、ジェマイティア公ヴィーキンタスとともにスモレンスク遠征に差し向けているが失敗している。リトアニアの支配を、強固なものにしようとするミンダウガスの試みは、複合した成功という形で叶ったが、1249年、甥たちの所領、そしてヴィーキンタスの所領を奪おうとして、内戦が勃発した。

## 戴冠の宣誓

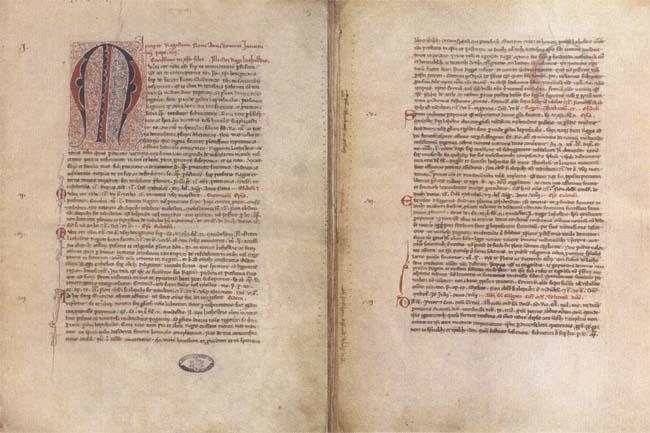
リトアニアの地をローマ教皇の支配権におき、ミンダウガスの改宗及び戴冠について論じられたことに関する教皇インケノティウス4世によって発せられた教皇勅書。

タウトヴィラス、ゲドヴィダス及びヴィーキンタスは、リトアニア西部のジェマイティア、リヴォニア騎士団、タウトヴィラスとゲドヴィダスの義兄弟にあたるハールィチ＝ヴォルィーニ大公ダヌィーロ・ロマーノヴィチ及びヴァスィーリコ・ロマーノヴィチらとともに反ミンダウガス同盟を結成した。ハールィチ＝ヴォルィーニ大公は、ヴァイシュヴィルガスの支配権を潰すことで黒ルーシ全土の支配を維持した。タウトヴィラスは、リガに赴いて大司教から洗礼を受けることで自身の立場を強化した。 1250年に、リヴォニア騎士団は、原リトアニアにおけるミンダウガスの支配地であるナリシア、及びミンダウガスを未だに支持し続けるジェマイティアの、大部分の領土に大規模な侵攻を計画した。 南北両方から攻撃を受け、その他の場所でも暴動の可能性があり、ミンダウガスはかなり難しい立場に置かれたが、リヴォニア騎士団とリガ大司教の争いを何とか利用して、私利を図った。ミンダウガスは、1236年のサウレスの戦いで敗北したヴィーキンタスに憤るリヴォニア騎士団団長アンドレアス・フォン・フェルベンに"多額の贈り物"を送り、買収に成功した。
1250年あるいは1251年、ミンダウガスは、ローマ教皇インケノティウス4世から、国王として認められる見返りとして、洗礼を受けることと、西部リトアニアの支配地全土の譲渡に同意した。ローマ教皇は、モンゴルの脅威に対する防壁としてのリトアニアのキリスト教化を歓待し、ミンダウガスの方は、現在進行中のリトアニアとキリスト教騎士団の紛争の、教皇による調停を目論んだ。1251年6月17日、インケノティウス4世は、二つの決定的な教皇勅書に署名した。 一つは、ヘルム司教に宛てたミンダウガスの戴冠のためのもので、 リトアニア司教への任命と聖堂建設指示が記されていた。もう一つの勅書には、新しい司教は、リガ大司教よりはむしろローマ教皇庁に直属する旨が書かれていた。この自治権は好ましい成り行きだった 。ミンダウガスの洗礼に関する正確なデーターは知られていない。その妻、2人の息子、宮廷の人物も洗礼を受けた。インノケンティウス4世は、後に、ミンダウガスの大勢の臣民も同じく洗礼を受けたと書き残している。
戴冠までの過程とキリスト教会の設立には2年を費やした。内戦は未だに続き、1251年の春と夏には、タウトヴィラスとその生き残りの同盟者が、ヴォルタ城のミンダウガスの戦士とリヴォニア騎士団の石弓兵を攻撃した。この攻撃は失敗し、タウトヴィラスの軍勢はトヴェリメント城（ジェマイティアのトヴェライであると推定される）を守るために後退した。ヴィーキンタスは1251年ないし1252年に死去し、タウトヴィラスはダヌィーロと再同盟することを余儀なくされた。

## リトアニア王国
| ミンダウガスによりリヴォニア騎士団に譲渡された土地 | ミンダウガスによりリヴォニア騎士団に譲渡された土地 |
| 日付                                               | 領域 |
| -------------------------------------------------- | --- |
| 1253年6月                                          | ジェマイティアの一部 (ラセイニアイの半分、ベティガラ、アリオガラ及びラウクヴァ – その他半分が1254年3月にキリスト教会の司教領となる)、ズーキヤとナドルヴァの半分 |
| 1255年10月                                         | セリヤ |
| 1257年                                             | カルスヴァ、ナドルヴァ、ジェマイティアの一部 |
| 1259年8月7日                                       | ズーキヤの一部、スカルヴァとジェマイティアの全土 |
| 1260年6月                                          | リトアニア全土 (ミンダウガスが後継者無くして没した場合) |
| 1261年8月7日                                       | セリヤ全土 |

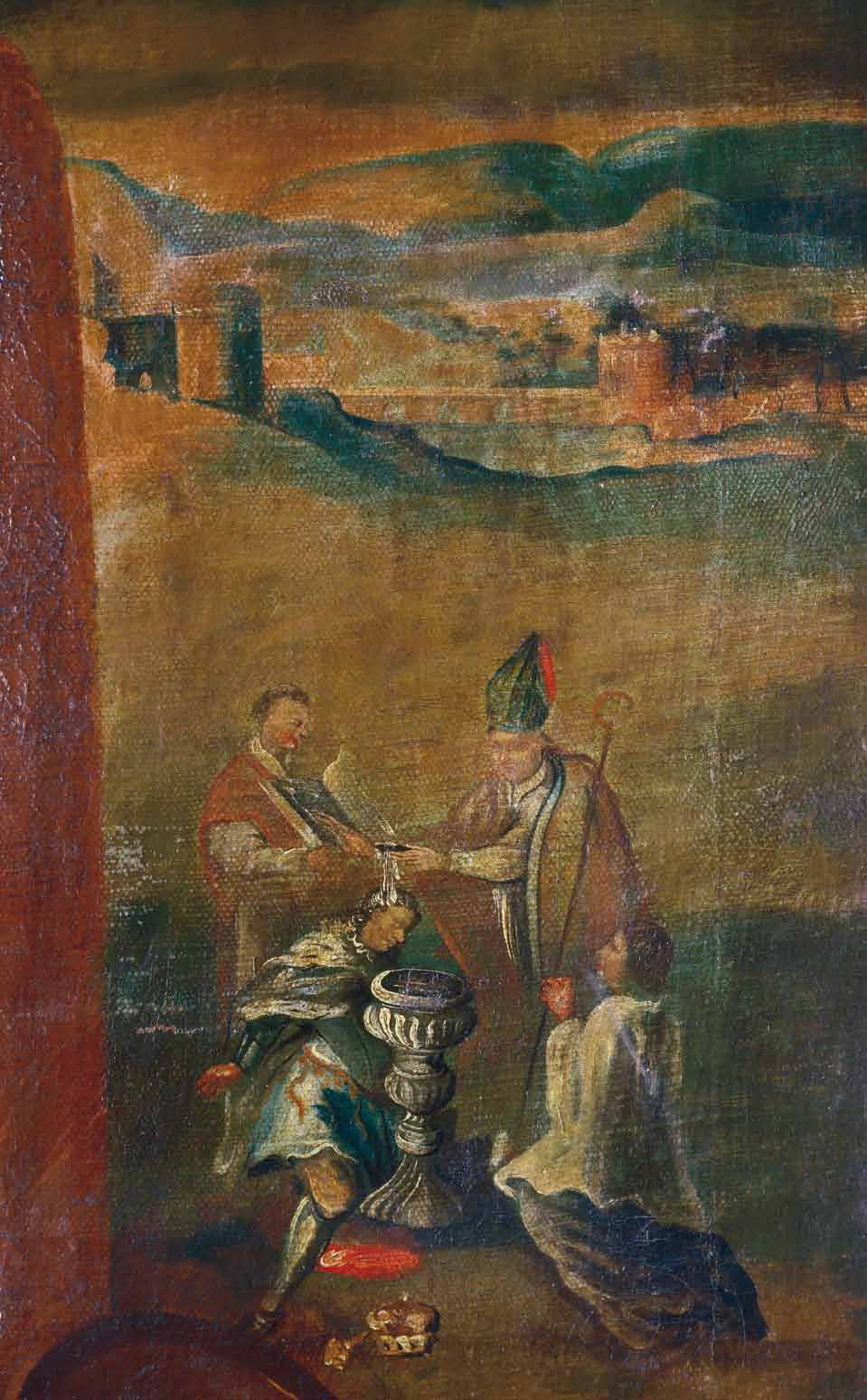
ミンダウガスの戴冠。

1253年の夏の間に、ミンダウガスとその妻モルタは戴冠した。司教ハインリヒ・ハイデンリヒ・フォン・クルムが教会の儀式をつかさどり、アンドレアス・スティルランドが王冠を授けた。6月6日は今日では建国記念日 (Lithuanian: Valstybės diena)として祝われている。これは今日のリトアニアでは公的な祝日である。戴冠の正確な日付は知られていない。この日を広めた歴史家のエドヴァルダス・グダヴィシウスは、時折この日付について異議を唱えられている。戴冠された場所も知られていない。

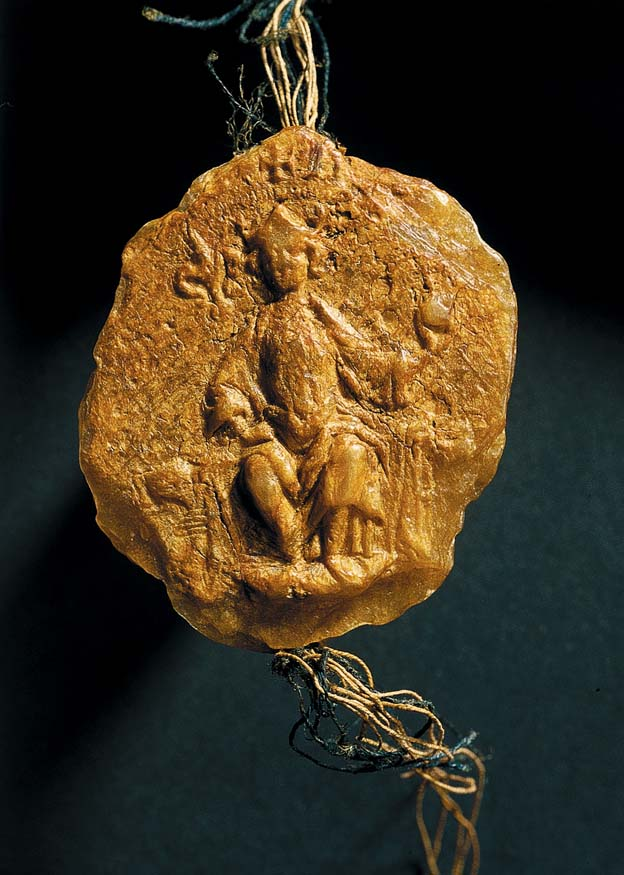
1255年8月に添えられたミンダウガスの印章はドイツ騎士団による中世の偽造品である可能性が高い。

およそ8年間に渡って、相対的に平和で安定した状態が続いた。ミンダウガスはこの機を利用して、東方への領土拡大を集中し、国家機構を設立して組織化した。黒ルーシ、ポラツク、ダウガヴァ川流域の主要な商業の中心地、そしてピンスクへの自己の影響力を強めた。同時にハールィチ＝ヴォルィーニ大公国とも和平交渉を行い、ダヌィーロ大公の息子で、後にリトアニア大公となるシヴァンに娘を嫁がせている。リトアニアと西欧諸国及び教皇庁との関係は強化された。1255年にはローマ教皇アレクサンデル4世から、息子をリトアニア国王として戴冠させる許可を得ている。まず宮殿が出来上がり、行政制度、外交官の仕事が発足した。建国の印として長い銀の貨幣が発行された。ミンダウガスは、恐らくは今日のヴィリニュス大聖堂が建つ地への、ヴィリニュスの大聖堂の建設を支援した。
ミンダウガスは戴冠後、直ちにジェマイティアの一部、ナドルヴァ、ズーキヤ（ただし、これら西部の地にはミンダウガスの支配権が及んでいなかった）の地をリヴォニア騎士団に譲渡した。後年(1255年–1261年)ミンダウガスは更なる土地を騎士団に譲渡したのかどうか、歴史家の間で議論されている。譲渡は騎士団の偽造であったかもしれない。騎士団が偽造していたという仮説は、信憑性が高い。ミンダウガスが、事実上支配していなかった土地に関する証書があるという事実や、条約の立会人や印章が一定していないからである。
ミンダウガスとその敵対者であるダヌィーロは、黒ルーシをダヌィーロの息子であるロマンに譲渡する案で1255年に和解した。後に、ミンダウガスの息子であるヴァイシュヴィルガスは正教会の洗礼を受けて修道士となり、修道院と女子修道院を創設している。タウトヴィラスの敵愾心は、自身がミンダウガスの優位を認め、ポラツクを封土として貰い受けることで一時的に収まった。モンゴルとの直接の対決は、ベルケがリトアニアの支配に挑むために将軍ブルンダイを派遣した（ダヌィーロその他の諸侯が参加することを命じている）1258年ないし1259年に起きている。『ノヴゴロド年代記』は、この時の行動について、リトアニアの敗北と記述しているが、これは同時に、ミンダウガスにとっては実質的な勝利と見て取ることが出来る。
ミンダウガス自身が、ヴォルタを甥とヴィーキンタスから守ったという記述は、『イパチエフ年代記』にわずかに登場する（他の2つの資料は“ミンダウガスの城”と記述している）。ヴォルタの位置は明記されておらず、彼の宮殿をめぐって、考古学上の探求以外にもかなりの推測がもたらされており、ケルナヴェとヴィリニュスを含む少なくとも14の異なる場所が提示されている。 ケルナヴェで進められている正式な考古学的発掘は“ミンダウガスの王座の土塁”と名付けられた場所の一部が崩壊した1979年に始まった。 この都市は現在、建国記念日の主だった祝典を執り行っている。

## 暗殺とその後

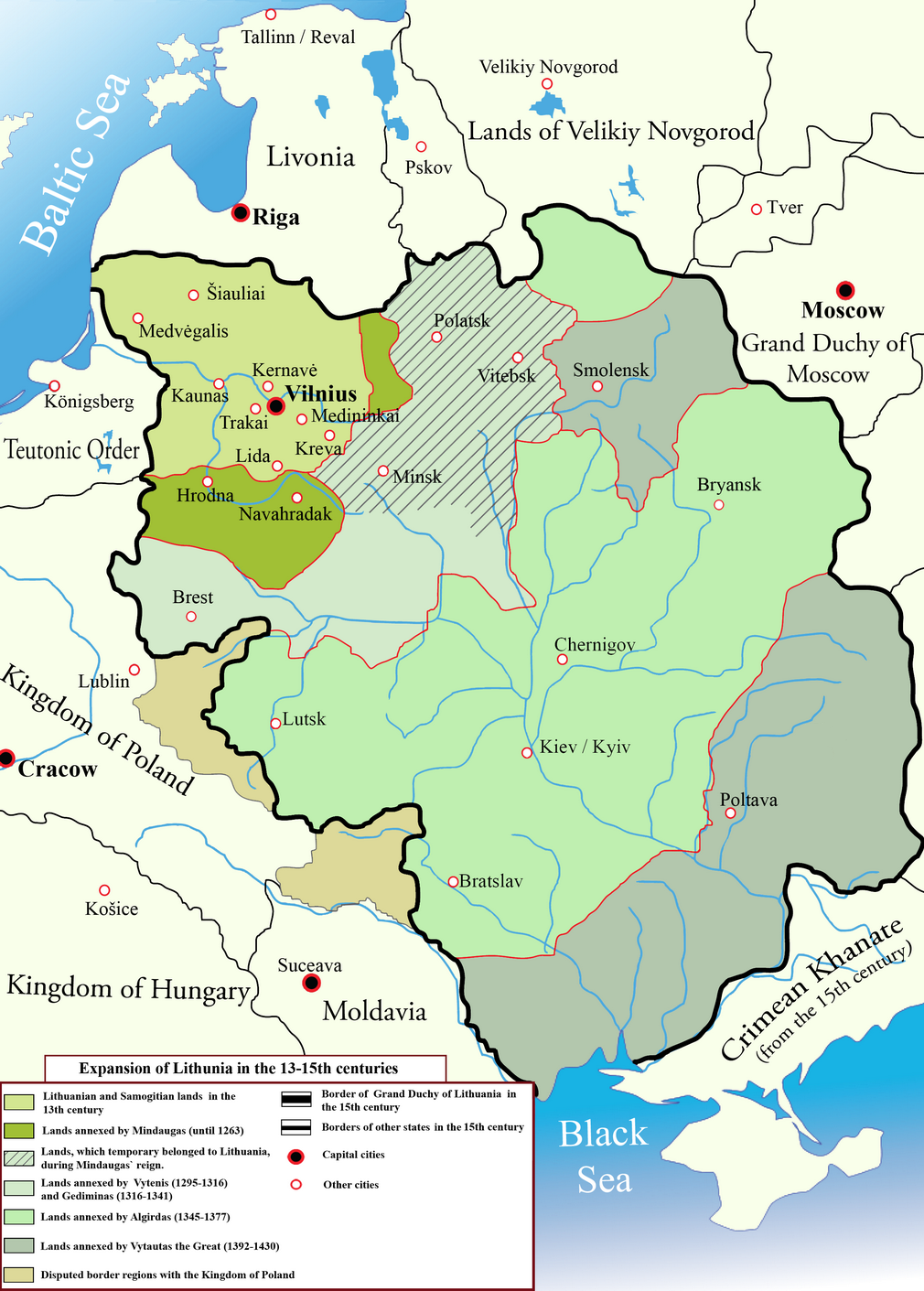
13世紀から14世紀にかけてのリトアニア大公国の拡大。

リヴォニア騎士団は、ジェマイティア全土を支配下におくためにミンダウガスとの同盟を利用した。ミンダウガスは、1252年の騎士団のクライペドス城築城を承認している。 しかしながら、両者の統治は、圧政のように捉えられた。現地の商人は、リヴォニア騎士団の仲介を介してのみ取引を行うことが出来た。相続法は変更され、結婚相手や居住地は制限された。幾つかの戦闘が立て続けに起きた。リヴォニア騎士団は1259年のスクドの戦いで、1260年のドゥルベスの戦いでそれぞれ敗北した。前者の敗北はジェマイティア人による反乱を奮い立たせ、後者の敗北はプロイセン人による、14年も続くことになる大反乱に拍車をかけることになった。これらの展開や、甥のトレニオタに助長された形で、ミンダウガスはリヴォニア騎士団との和平を破棄した。ミンダウガスがキリスト教改宗によって期待した物は、ほんの僅かであったことが判明した。
ミンダウガスは後に異教信仰に戻ったと思われる。そのキリスト教改宗の動機は、現代の歴史家によって単に戦略的なものであったと評されている。ミンダウガスの背教の真相に関しては、ほぼ同時代の資料が2つ残っている。一つは、ミンダウガスは間違った信仰に戻ったという教皇ヨハネス22世の断言であり、もう一つは『ハールィチ＝ヴォルィーニ年代記』である。後者は、ミンダウガスは異教の神々に生贄を捧げ、遺体を焼き、公の場で異教の儀式を行うことで異教信仰を保持し続けたと述べている。歴史家は、ミンダウガスは、ハールィチ＝ヴォルィーニ大公国と争っていたから、年代記の記述には偏見が含まれると指摘する。他方、教皇クレメンス4世は1268年にミンダウガス殺害に哀悼を示す形で "ミンダウガスの幸福な思いで" (clare memorie Mindota)を書いている。
いかなることが起きても、リトアニア全土のキリスト教化の覚悟は示されず、さらなるキリスト教の進展には、ミンダウガスの改宗は僅かな影響しか与えなかった。住民や貴族の大部分は異教信仰に留まり続けており、ミンダウガスの臣民はキリスト教への改宗を必要としなかった。ミンダウガスがヴィリニュスに建てたカトリックの大聖堂は異教の神殿に取って代わられ、その戴冠後の外交上の成果の全てが失われたが、キリスト教の慣習と通婚は大目に見られた。
リヴォニア騎士団との地域間の紛争はエスカレートしていった。ノヴゴロド公アレクサンドル・ネフスキー、タウトヴィラスとその息子コンスタンティナスは反ミンダウガス同盟に同意したが、その計画は成功しなかった 。ジェマイティアにおける抵抗の指導者として、トレニオタが台頭してきた。トレニオタは抵抗軍を率いてツェーシス (現在のラトビア)に赴き、エストニア沿岸部で、マゾフシェ (現在のポーランド)と戦った。その目標は、支配下におかれている全バルト諸族を、キリスト教騎士団に対する抵抗へと奮い立たせ、リトアニアの指導のもとで統一することであった。トレニオタの影響力は増していったが、他方、ミンダウガスはルーシの地の征服に専念し、その主力軍をブリャンスクに派遣していた。トレニオタとミンダウガス、それぞれが追い求める優先事項は異なっていた。 『リヴォニア押韻年代記』は、トレニオタが、ラトビアまたはエストニアとの同盟を構築しない事実に、不快感を示している。ミンダウガスは外交を優先するようになったのだろうと述べている。これらの出来事の最中に妻であるモルタが死去し、ミンダウガスはその姉妹でダウマンタスの妻であった女性を奪い取った。これへの報復として、ダウマンタスとトレニオタは、ミンダウガスをその2人の息子と共に1263年に殺害した。後の伝説では、暗殺はアグロナで行われた。ミンダウガスの遺体は古くからの慣習に従って馬と共に埋葬された。ミンダウガス没後のリトアニアは混乱状態に陥った。 3人の後継者、即ち、トレニオタ、義理の息子シヴァン、実の息子ヴァイシュヴィルガスは次の7年間の間に殺された。1270年にトライデニスが大公位につくまで混乱は収まらなかった。

## 評価

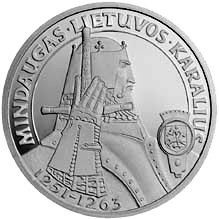
リトアニアの共通貨幣リタスリトアニア国王ミンダウガスの刻印が押されている。

19世紀のリトアニアにおける民族復興まで、同国の歴史学ではミンダウガスの位置づけは不明瞭であった。異教信仰の支持者は、ミンダウガスがその異教信仰を裏切ったことは軽率であると見做す一方で、キリスト教徒はミンダウガスのキリスト教への支持は中途半端であると見做した。ミンダウガスはゲディミナスによって唯一照会された程度で、その孫であるヴィータウタスからは一度も言及されていない。ミンダウガスの、名の知られた親類縁者は息子の代で終わった。ミンダウガスの子孫と、1572年までリトアニアとポーランドを支配したゲディミナス朝との関係についての記録は存在しない。17世紀のヴィリニュス大学の学長は当時のポーランド・リトアニア共和国 を体験("リトアニア人が耕した土地に不協和音の因子がまかれた")し、ミンダウガスがこの災厄のもとを作ったと見做していた。20世紀になると歴史家はミンダウガスのことを"リトアニア国家の破壊者"と非難した。 リトアニア人の学者ヨナス・テオダラスによる、ミンダウガスの生涯に関する最初の学術的な研究書(Die Litauer unter dem König Mindowe bis zum Jahre 1263)は1905年まで出版されなかった。1990年代にエドヴァルダス・グダヴィシウスは自身による発見、即ち祝日となったミンダウガスの戴冠の日付について出版した。2003年のミンダウガス戴冠750周年記念は、ヴィリニュスでのミンダウガス橋が奉納され、多くの祭やコンサートが行われ、かつてのリトアニア首脳がこの式典に訪れた。
ミンダウガスは、三羽の鳥の一人であるユリウス・スロワチクによって1829年のドラマMindoweの主題となった。ミンダウガスは20世紀の幾つかの文学作品でも描写されている。ラトビアの作家マルチンス・ズィヴェルツの悲劇Vara (力、1944年)、ユスティナス・マルツィンケヴィチュースの叙事詩Mindaugas (1968年), ロムラダス・グラナウスカスのJaučio aukojimas (猛牛の提供、1975年)、ユゾサス・クラリカウスカスのMindaugas (1995年)。